# Cheumatopsyche kinlockensis
Cheumatopsyche kinlockensis là một loài Trichoptera trong họ Hydropsychidae. Chúng phân bố ở miền Tân bắc.